# Actinomyxa australiensis
Actinomyxa australiensis är en svampart som beskrevs av Syd. & P. Syd. 1917. Actinomyxa australiensis ingår i släktet Actinomyxa och familjen Microthyriaceae.   Inga underarter finns listade i Catalogue of Life.